# Atherigona varia
Atherigona varia este o specie de muște din genul Atherigona, familia Muscidae. A fost descrisă pentru prima dată de Johann Wilhelm Meigen în anul 1826. Conform Catalogue of Life specia Atherigona varia nu are subspecii cunoscute.